# Büdösmenta
A büdösmenta (Pogostemon) az ajakosok egyik, Ázsiából származó nemzetsége. Egyes fajait részben gyógyhatású, de nagyobbrészt illatos olajaikért termesztenek, másokat akváriumokba ültetnek.

## Származása, élőhelye
A nemzetségnek több, mint harminc faja él Elő-, illetve Hátsó-Indiában, Srí Lankán, a Maluku- és a Szunda-szigeteken.

## Tulajdonságai
Leveleik átellenesen állnak. Az egyes fajok lehetnek sok vagy kevés virágúak. Többnyire négyvirágú álörveik igen különbözőképpen csoportosulnak fürtös vagy fürtös-bogas összvirágzattá. Csészéjük öt fogú, a párta négy karéjú úgy, hogy az elülső karéj nagyobb a többinél. Négy porzójuk van.

## Ismertebb fajai
- A pacsuli (P. cablin avagy P. patchouli) a pacsuliolaj alapanyaga. Vele csaknem azonos illatú és hatású a P. suavis olaja.
- Pogostemon benghalensis
- Pogostemon fraternus
- Pogostemon glaber
- Pogostemon helferi
- Pogostemon heyneanus
- Pogostemon menthoides
- Pogostemon plectranthoides
- Pogostemon purpurascens
- Pogostemon suavis